# صندوق داروين الأسود
صندوق داروين الأسود:تحدي الكيمياء الحيوية للتطور هو كتاب لمايكل بيهي صدر عام 1996 يطرح فيه فكرته عن التعقيد غير القابل للاختزال ويدعي وجودها في كثير من النظم البيوكيميائية وبالتالي يشير إلى أنها يجب أن تكون نتيجة مصمم ذكي بدلا من العمليات التطورية. في عام 1993، وكان بيهي كتب فصلا عن تخثر الدم في الباندا والناس، وتقدم بنفس الحجج ولكن من دون اسم «التعقيد غير القابل للاختزال»، التي عرضت في وقت لاحق في الصندوق الأسود لداروين. ونشرت الطبعة الثانية من صندوق داروين الأسود في عام 2006.

## روابط خارجية
- صندوق داروين الأسود على موقع الموسوعة البريطانية (الإنجليزية)